# Dębowa Góra (Równina Gryficka)
Dębowa Góra – wzniesienie na Równinie Gryfickiej o wysokości 78 m n.p.m., położone w woj. zachodniopomorskim, w powiecie kołobrzeskim, w gminie Rymań. 
Teren wzniesienia został objęty specjalnym obszarem ochrony siedlisk Kemy Rymańskie.
Na zachód od wzniesienia płynie rzeka Dębosznica, a na północ jej dopływ Lędówka. Ok. 1,2 km na południe znajduje się wieś Dębica. 
Nazwę Dębowa Góra wprowadzono urzędowo rozporządzeniem w 1949 roku, zastępując poprzednią niemiecką nazwę Damitzer Berg.